# راگنار گوستاوسون

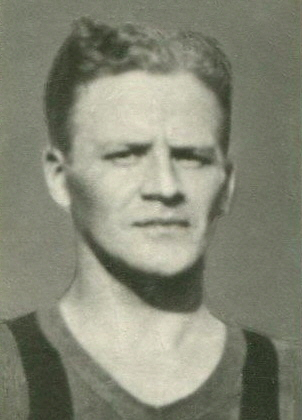
تصویری سیاه و سفید ار رانگار گوستاوسون

رانگار گوستاوسون (انگلیسی: Ragnar Gustavsson; ۲۸ سپتامبر ۱۹۰۷ – ۱۹ مهٔ ۱۹۸۰) بازیکن فوتبال اهل سوئد بود.
وی همچنین در تیم ملی فوتبال سوئد بازی کرده‌است.